# Antonius Nieuwenhuisen
Antonius Nieuwenhuisen (Gouda, 17 december 1894 - Dachau, 11 december 1944) was een Nederlands verzetsstrijder tijdens de Tweede Wereldoorlog.
Nieuwenhuisen was vanaf 1940 lid van de Ordedienst. Zijn rijwielhandel in Gouda werd in bezettingstijd gebruikt als trefpunt voor besprekingen. Hij werd als gevolg van verraad op 13 maart 1942 gearresteerd. 
Na zijn verblijf in enkele kampen in Nederland en Duitsland overleed hij op 11 december 1944 in het concentratiekamp Dachau.